# Heligmonevra mediana
Heligmonevra mediana là một loài ruồi trong họ Asilidae. Heligmonevra mediana được Bromley miêu tả năm 1931. Loài này phân bố ở vùng nhiệt đới châu Phi.